# Reprezentacja Hiszpanii U-21 w piłce nożnej mężczyzn
Reprezentacja Hiszpanii U-21 w piłce nożnej jest młodzieżową reprezentacją Hiszpanii, sterowaną przez Hiszpańską Federację Piłkarską. Zespół kilkakrotnie uczestniczył w Mistrzostwach Europy U-21. 
Reprezentacja bierze udział w kwalifikacjach od 1978 roku. Do 1976 roku grała jako reprezentacja Hiszpanii do lat 23. Drużyna czterokrotnie zwyciężała i trzykrotnie zajmowała drugie miejsce.

## Występy w ME U-23
- 1972: Nie zakwalifikowała się
- 1974: Nie brała udziału w kwalifikacjach
- 1976: Nie brała udziału w kwalifikacjach

## Występy w ME U-21
- 1978: Nie zakwalifikowała się
- 1980: Nie zakwalifikowała się
- 1982: Przegrana w ćwierćfinale
- 1984: Drugie miejsce
- 1986: Mistrzostwo
- 1988: Przegrana w ćwierćfinale
- 1990: Przegrana w ćwierćfinale
- 1992: Nie zakwalifikowała się
- 1994: Trzecie miejsce
- 1996: Drugie miejsce
- 1998: Mistrzostwo
- 2000: Nie zakwalifikowała się
- 2002: Nie zakwalifikowała się
- 2004: Nie zakwalifikowała się
- 2006: Nie zakwalifikowała się
- 2007: Nie zakwalifikowała się
- 2009: Runda grupowa
- 2011: Mistrzostwo
- 2013: Mistrzostwo
- 2015: Nie zakwalifikowała się
- 2017: Drugie miejsce
- 2019: Mistrzostwo
- 2021: Półfinał

## Obecny skład
23-osobowa kadra na Mistrzostwa Europy U-21. Występy i gole aktualne na 30 czerwca 2019.
| Nr         | Imię i nazwisko       | Data urodzenia    | Występy   | Gole      | Klub                    |
| Bramkarze  | Bramkarze             | Bramkarze         | Bramkarze | Bramkarze | Bramkarze               |
| ---------- | --------------------- | ----------------- | --------- | --------- | ----------------------- |
| 1          | Antonio Sivera        | 11 sierpnia 1996  | 10        | 0         | Deportivo Alavés        |
| 13         | Unai Simón            | 11 czerwca 1997   | 10        | 0         | Athletic Bilbao         |
| 23         | Dani Martín           | 8 lipca 1998      | 0         | 0         | Real Betis              |
| Obrońcy    |                       |                   |           |           |                         |
| 2          | Jesús Vallejo         | 5 stycznia 1997   | 22        | 0         | Wolverhampton Wanderers |
| 3          | Aarón Martín          | 22 kwietnia 1997  | 12        | 0         | FSV Mainz               |
| 4          | Jorge Meré            | 17 kwietnia 1997  | 31        | 3         | FC Köln                 |
| 5          | Unai Núñez            | 30 stycznia 1997  | 13        | 0         | Athletic Bilbao         |
| 15         | Martín Aguirregabiria | 10 maja 1996      | 6         | 0         | Deportivo Alavés        |
| 16         | Pol Lirola            | 13 sierpnia 1997  | 2         | 0         | ACF Fiorentina          |
| 20         | Junior Firpo          | 22 sierpnia 1996  | 4         | 0         | FC Barcelona            |
| Pomocnicy  |                       |                   |           |           |                         |
| 6          | Fabián Ruiz           | 3 kwietnia 1996   | 14        | 5         | SSC Napoli              |
| 7          | Carlos Soler          | 2 stycznia 1997   | 20        | 4         | Valencia CF             |
| 8          | Mikel Merino          | 30 marca 1997     | 20        | 4         | Real Sociedad           |
| 10         | Dani Ceballos         | 7 sierpnia 1996   | 29        | 8         | Arsenal                 |
| 14         | Igor Zubeldia         | 30 marca 1997     | 4         | 0         | Real Sociedad           |
| 17         | Alfonso Pedraza       | 9 kwietnia 1996   | 14        | 0         | Villarreal CF           |
| 21         | Marc Roca             | 26 listopada 1996 | 7         | 2         | RCD Espanyol            |
| 22         | Pablo Fornals         | 22 lutego 1996    | 16        | 2         | West Ham United         |
| Napastnicy |                       |                   |           |           |                         |
| 9          | Borja Mayoral         | 5 kwietnia 1997   | 31        | 16        | Levante UD              |
| 11         | Mikel Oyarzabal       | 21 kwietnia 1997  | 25        | 8         | Real Sociedad           |
| 12         | Manu Vallejo          | 14 lutego 1997    | 3         | 0         | Valencia CF             |
| 18         | Rafa Mir              | 18 czerwca 1997   | 9         | 5         | Nottingham Forest       |
| 19         | Dani Olmo             | 7 maja 1998       | 10        | 3         | Dinamo Zagrzeb          |